# Pioneer 5
Pioneer 5 byla bezpilotní sonda z roku 1960 organizace NASA z USA určená k průzkumu meziplanetárního prostoru. Celý projekt programu Pioneer připravila Jet Propulsion Laboratory (JPL) v Pasadeně u Los Angeles. Označení dle katalogu COSPAR dostala 1960-001A (dle jiných zdrojů je nosná raketa A, sonda B).

## Program
Zatímco předcházející čtyři mise tohoto programu měly za cíl Měsíc, další se zaměřily na vzdálenější cíle. Měsíci byly o něco později věnovány další programy NASA : Ranger a Surveyor, které připravily podmínky k vstupu člověka na Měsíc v rámci programu Apollo.
Pioneer 5 byl první průzkumný let do meziplanetárního prostoru mezi drahami Země a Venuše s cílem získat údaje o záření, magnetických polích, hustotě mikrometeoritů.

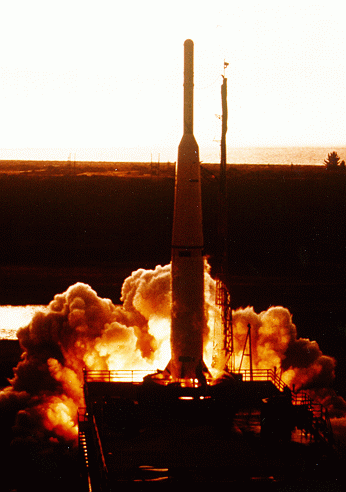
Start rakety se sondou

## Konstrukce sondy
Obdobně jako sondy předchozí byla kuželovitého tvaru o výšce 0,74 metru, s hmotností 41 kg. Sluneční baterie byly umístěny na čtyřech panelech. Přístrojové vybavení tvořily teleskop, magnetometr, detektor mikrometeoritů, Geiger-Müllerova trubice, sada termistorů a dva vysílače s frekvencí 378,21 MHz.

## Průběh letu
S pomocí rakety Thor Able 4 odstartovala sonda z rampy na kosmodromu Eastern Test Range na Floridě dne 11. března 1960. Získala rychlost 11,12 km/s. Díky udělené rotaci vyklopila sluneční baterie a následně se oddělila od nosné rakety. Nepodařilo se zapnout detektor mikrometeoritů. Po čtyřech dnech se dostala na požadovanou oběžnou dráhu ve vzdálenosti 120 – 149 milionů km od Slunce, tedy mezi drahami Země a Venuše. Perioda oběhu byla 311 dní.
Na této dráze bylo prováděno plánované měření intenzity kosmického záření a velikosti magnetických polí. Sluneční baterie zajistily dobíjení instalovaných niklo-kadmiových akumulátorů. Díky tomu vysílač ze sondy o výkonu 5 W byl schopen dodávat údaje (postupně slábnoucí a méně využitelné) až do 26. června 1960 z tehdy rekordní vzdálenosti 36 143 416 km od Země.